# Арутюнян, Хосров Меликович
Хосров Меликович Арутюнян (арм. Խոսրով Մելիքի Հարությունյան; род. 30 мая 1948, Ереван) — армянский государственный и политический деятель.

## Биография
1966—1972 — Ереванский политехнический институт.
1978—1982 — аспирантура того же института по специальности «Организация, планирование и управление машиностроительным предприятием».
1972—1977 — инженер Бюраканской оптико-механической лаборатории академии наук Армении.
1977—1984 — работал в институте радиофизики и электроники академии наук Армении, начальником отдела специальных конструкций, начальником производственного отдела, а затем руководителем отдела.
1984 — возглавил производственно-диспетчерский отдел производственного объединения «Армавто».
1984—1986 — директор Аштаракской трикотажной фабрики.
1986—1987 — директор Чаренцаванской швейной фабрики.
1987—1990 — был председателем Чаренцаванского горисполкома.
1990—1992 — депутат Верховного совета Армянской ССР. Член постоянной комиссии по вопросам местного самоуправления, а в 1991 году возглавил эту комиссию.
1992—1993 — был премьер-министром Армении.
1993—1996 — был избран депутатом и стал секретарем постоянной комиссии Верховного совета Армении по финансово-кредитным и бюджетным вопросам. Член депутатской группы «Реформы».
1996—1998 — главный советник премьер-министра Армении.
1998—1999 — спикер парламента Армении.
1999—2000 — министр территориального управления Армении.
В 2000—2002 — заместитель председателя комиссии по празднованию 1700-летия принятия Арменией Христианства в качестве государственной религии.
С 2009 — член общественного совета Армении.
6 мая 2012 — избран депутатом Национального Собрания по пропорциональной избирательной системе от Республиканской партии Армении.

## Награды
- Медаль Мовсеса Хоренаци.
- Медаль «За укрепление парламентского сотрудничества» (27 ноября 2014 года, Межпарламентская ассамблея СНГ) — за особый вклад в развитие парламентаризма, укрепление демократии, обеспечение прав и свобод граждан в государствах — участниках Содружества Независимых Государств[2].
- Медаль «МПА СНГ. 25 лет» (27 марта 2017 года, Межпарламентская ассамблея СНГ) — за заслуги в деле развития и укрепления парламентаризма, за вклад в развитие и совершенствование правовых основ функционирования Содружества Независимых Государств, укрепление международных связей и межпарламентского сотрудничества[3].